# Леселідзе (платформа)
Леселідзе, Гячрипш — зупинний пункт на лінії Псоу — Інгур в Абхазії. В деяких розкладах вказана як платформа 2000 км.
За даними 2003 значилася в залізничних атласах як Леселідзе, зупинний пункт Самтредського відділення Грузинської залізниці. Код станції — 57441, код Експрес-3 — 2800810. Фактично зупинний пункт відноситься до Абхазької залізниці і називається Гячрипш.
На платформі розташоване невелика вокзальна будівля, споруджена в 1950-х роках, станом на 2003 рік — занедбане.
З 26 червня 2010 року по 2012 роки на платформі мали зупинку дві пари приміських поїздів Адлер — Гагра на добу (2012 року скасовані).
Складається з однієї високої платформи з боку, платформа не використовується.

## Джерело
- http://www.train-photo.ru/details.php?image_id=33907&sessionid=342819 [Архівовано 19 жовтня 2014 у Wayback Machine.]